# The Legend of Zelda: Tears of the Kingdom
The Legend of Zelda: Tears of the Kingdom (ゼルダの伝説 ティアーズ オブ ザ キングダム?, Zeruda no Densetsu: Tiāzu obu za Kingudamu) è un videogioco di avventura dinamica sviluppato da Nintendo per Nintendo Switch e Nintendo Switch 2, e parte della nota serie videoludica di The Legend of Zelda. 
Concepito dopo il DLC di Breath of the Wild poiché il team di sviluppo aveva avanzato molte idee, il sequel è stato annunciato ufficialmente nel Nintendo Direct dell'11 giugno 2019 in occasione dell'E3, e pubblicato globalmente il 12 maggio 2023 anche in versione Collector's Edition.

## Trama

### Sotterranei del castello di Hyrule
Nei sotterranei del castello di Hyrule, dopo la sconfitta della calamità Ganon, Link e Zelda trovano un misterioso essere mummificato che, grazie ad un miasma corrosivo, danneggia gravemente la Spada Suprema e il braccio destro di Link. Segue anche una violenta frana che fa perdere traccia della principessa Zelda e sconvolge la geografia del regno di Hyrule. 

### Isole celesti
Dopo essere stato ferito gravemente, Link si risveglia in un'isola sospesa nel cielo e con un braccio magico al posto di quello danneggiato. Poco dopo un essere robotico, un Golem aiutante, gli consegna la Tavoletta di Pruna: una sorta di tablet utilizzata da Zelda, sul quale vede la posizione della principessa. Quando il ragazzo cerca di aprire il portale che lo separa da essa, grazie ai poteri del suo braccio, questi rimane chiuso e successivamente appare un fantasma di nome Raul, che afferma di essere stato il proprietario del braccio magico di Link quando era in vita. Gli dice inoltre che per riuscire ad aprire il portale deve prima potenziarlo visitando i 4 sacrari dell'isola e ottenendo da essi i rispettivi poteri: 
- Nel primo riceve l'Ultramano, un potere che gli permette di muovere a distanza e assemblare oggetti fra loro
- Nel secondo il Compositor, che gli permette di combinare un oggetto a un'arma
- Nel terzo l'Ascensus, che gli permette di passare attraverso i soffitti
- Nel quarto viene spiegato come usare il reverto, potere in grado di riavvolgere il tempo

Alla fine di ogni sacrario Link riceve anche una sfera della benedizione. Avendo in questo modo potenziato il braccio, Link riesce ad aprire il portale e a raggiungere Zelda, che però scompare lasciandogli il Reverto. Per raggiungere nuovamente Zelda, Link deve ora aprire un ulteriore portale, che necessita però di quattro cuori per essere aperto, mentre ne possiede solo tre. Appare quindi nuovamente il fantasma di Raul e gli dice che può ottenere il quarto cuore consegnando quattro sfere della benedizione alla Statua della Dea. Per ottenerla affronta quindi l'ultimo sacrario dell'isola con l'aiuto del Reverto. Dopo aver scambiato le sfere per un cuore e aver aperto il portale, il fantasma di Raul, scompare. A questo punto Link incontra di nuovo Zelda, che si prende la Spada Suprema e scompare nuovamente, dicendogli di dirigersi al Forte di guardia, che si trova vicino al castello di Hyrule.
Una volta atterrato a Hyrule e raggiunto il Forte di Guardia Link incontra Pruna, alla quale racconta cosa è successo. Essa gli chiede allora di dire ai Giustizieri, un gruppo che combatte i mostri, che ora infestano il regno, di smettere di cercare Zelda. Link si dirige quindi a riferire ciò al capo dei Giustizieri, Hosta, che si trova nei pressi del Castello di Hyrule, quando appare Zelda per poi sparire un'altra volta. Dopo questo fatto Hosta ordina di smettere la ricerca. Quando Link riferisce ciò a Pruna, questa gli consegna la paravela (una sorta di deltaplano) e gli assegna il compito di recarsi in quattro località sparse per il mondo in cui è stata avvistata Zelda.

### Borgo dei Rito
I Rito sono alle prese con un'ondata di freddo originata da una tempesta. Link, dopo aver aiutato Tulin, il figlio del patriarca Teba, successore di Kahn, a recuperare il suo arco, salirà in alto nei cieli fino a raggiungere una nave sospesa ossia il dungeon del Tempio del Vento, anche chiamato l'Avionave dei Cieli. Dopo essere riusciti ad aprire il boccaporto dal quale proveniva la tempesta, si battono contro un mostro, la Criogayla, che è all'origine della calamità meteorologica, e riescono a sconfiggerlo. Alla fine della battaglia appare una gemma di cui Tulin si impadronisce e che gli fa avere una visione: un suo sedicente antenato, un Rito, gli racconta di essere il Saggio del Vento e che poco dopo la fondazione del Regno di Hyrule, una persona autoproclamatasi Re dei Demoni si scontra con lui, Re Raul e altri quattro saggi per il controllo del Regno. Dopo che le sorti della battaglia sembrano andare a favore del Re dei Demoni, Re Raul sigilla il suo nemico a costo della vita. Qualche tempo dopo, il Saggio del Vento riceve la visita dalla Saggia del Tempo, molto simile a Zelda: questa lo avverte che quando il sigillo si romperà Link avrà bisogno di tutto il sostegno possibile, perciò gli chiede di donargli il suo potere. Poco dopo la visione, Tulin diventa il nuovo Saggio del Vento e concede a Link il suo potere, ossia quello di creare folate di vento in volo. Poco dopo, la tempesta svanisce, la neve si scioglie e il clima ritorna temperato. Infine, una volta tornati al Borgo dei Rito, Teba consegna al figlio un arco usato dal Rito Revali: l'arco Aquila.

### Città dei Goron
I Goron né troppo giovani né troppo vecchi si cibano della Ghiottoroccia, una pietra che causa dipendenza e che fa loro dimenticare del proprio lavoro; viene estratta dal Gruppo Yunobo, un gruppo fondato dall'omonimo Goron e che si occupa di far rinascere la loro civiltà. Purtroppo esso indossa una maschera datagli da una ragazza con i capelli biondi, che lo rende impassibile di fronte al cambiamento improvviso dei suoi simili e più scontroso rispetto al passato. Bludo, il capo della Città dei Goron, scontento della situazione chiede a Link di fargli cambiare atteggiamento, così il ragazzo si incammina verso la sede del Gruppo e lo incontra. Dopo il tentativo di fargli cambiare idea sulla Ghiottoroccia, Link si scontra con Yunobo, sconfiggendolo e facendogli perdere la maschera, che raconta essergli stata donata da Zelda, la ragazza con la quale commerciava la Ghiottoroccia. I due quindi inseguono la principessa fino alla cima del Monte Morte, da cui fuoriesce un fumo rossastro e si imbattono nel guardiano Ilvarub, un mostro roccioso a tre teste che sigilla il cratere vulcanico. Dopo averlo sconfitto si buttano dentro il cratere, ora aperto, per inseguire Zelda. Una volta entrati la trovano dentro il dungeon del Tempio del Fuoco, anche chiamato Goronzia, la Città perduta dei Goron, chiusa in una stanza. Dopo aver aperto il cancello che li separa, Link e Yunobo si trovano a combattere contro un altro mostro, il Gohma Roccioso, che è il creatore della Ghiottoroccia. Una volta sconfitto essa sparisce e i Goron rinsaviscono, però i due non trovano traccia di Zelda e ciò fa pensare a Yunobo che la principessa possa essere colpevole dell'accaduto. Successivamente anch'esso ha una visione simile a quella che ha avuto Tulin, ma raccontata dal punto di vista del Saggio del fuoco e, al termine di essa, diventa il nuovo Saggio del Fuoco e spartisce con Link il potere di creare una carica in grado di abbattere vene minerarie e muri.

### Cittadella Gerudo
Link, incamminatosi verso il Deserto Gerudo, scopre che questo è vittima di una tempesta di sabbia e che dei mostri, chiamati Ghibdo stanno invadendo la Cittadella Gerudo. Successivamente Link entra dentro la cittadella, anche se lui è un maschio (normalmente potrebbero entrarci solo le femmine). Per difendersi dall'assalto dei Ghibdo, le Gerudo si sono rifugiate dentro la cittadella sotterranea e Biulla, la capa delle guerriere dice a Link di andare alle rovine dove si sta allenando Riju. Link ci va e lì trova Riju intenta ad allenarsi. Poco dopo essere arrivato lì il bazar arsur, un'oasi vicino alla Cittadella, subisce un attacco dai Ghibdo, ma Link e Riju lo sventano. Riju mostra un murale a Link e lui si dirige verso una struttura chiamata Tempio Del Fulmine, dove appare un Ghibdo volante gigante, ovvero la Regina Ghibdo, che dopo essere stata mazzuolata da Link e Riju, va sulla cima del tempio. Dopo aver attivato i 4 interruttori del tempio, nonostante un po' di difficoltà, i due riescono a sconfiggere la Regina Ghibdo e Riju successivamente ha una visione simile a quella degli altri due saggi, diventando poi la saggia del fulmine. Infine Riju dona il suo potere a Link, ovvero creare scariche elettriche attraverso le frecce.

### Villaggio degli Zora
Link, andato nel Villaggio degli Zora (un popolo acquatico), scopre che lì c'è un altro problema ossia la melma che cade dal cielo ininterrottamente e che si può togliere da terra solo con l'acqua. Al villaggio degli Zora, Link scopre che molti Zora sono stati colpiti dalla melma e per la maggior parte dei fiumi e corsi d'acqua è lo stesso. Ciò per gli Zora è un grande problema. Al villaggio degli Zora trova una statua cosparsa di melma, Link toglie la melma e scopre che la statua rappresenta lui e il principe degli Zora: Sidon. Vicino alla statua Link vede tre ragazze Zora, Link parla con loro e una di queste lo riconosce e gli dice che lei è Yona, futura sposa di Sidon e lo invia verso il Parco Mipha, sopra il Monte Tuono. Lì trova Sidon, che sta purificando le acque di una cascata. Sidon, vedendolo, lo riconosce subito e dopo che Link spiega che deve salvare la principessa Zelda, Sidon lo manda da un vecchio studioso Zora. Link ci va e trova una grotta con un'iscrizione su della roccia blu e lo studioso gli dice che c'è un pezzo mancante. Link lo trova accanto alla grotta e con l'ultramano lo mette sull'iscrizione. Quello che ci trova scritto parla di un certo pesce dei cieli e che bisogna far passare una freccia con sopra la squama del re (Dorefan) attraverso una goccia composta da roccia. Link, ritorna al villaggio degli Zora e sente dei bambini giocare a un gioco chiamato Re Dorefan e dicono che il Re è nascosto dentro l'unica cascata pulita del Dominio degli Zora. Link va lì e ci trova il sovrano e quest'ultimo gli dice che per salvare il dominio degli Zora deve dargli delle sue squame.
Re Dorefan, per salvare tutti gli Zora dà cinque delle sue squame a Link. Dopo aver trovato il pesce dei cieli, Link dovrà tirare una freccia fusa a una squama di re Dorefan attraverso una goccia (composta da dei frammenti di pietra allineati con un po' di prospettiva). In questo modo, una volta entrato in una galleria sottomarina, Link riesce ad attivare una cascata che collega il bacino orientale con un'isola celeste da dove sgorga l'acqua del Regno di Hyrule. Dopo aver spazzato via la melma che inquinava la fonte dell'acqua, Link e Sidon ingaggiano un duello con il mostro causa della melma puzzona: l'Octokos. Successivamente anche Sidon e Link avranno una visione simile a quella di Tulin e Yunobo ma raccontata dal punto di vista della Saggia dell'Acqua. Al termine della visione Sidon diventa il nuovo Saggio dell'Acqua e spartisce con Link il potere di creare un'armatura d'acqua e di amplificare i suoi attacchi con essa. Ritornati al Villaggio degli Zora, dopo l'abdicazione del padre, Sidon diviene il nuovo Re degli Zora, insieme alla promessa sposa e ora Regina degli Zora, Yona.

## Modalità di gioco
Similmente al prequel, il gameplay di The Legend of Zelda: Tears of the Kingdom è un gameplay non lineare e presenta un enorme mondo di gioco con una veste grafica in cel-shading. Esso ruota attorno all'esplorazione di un'ambientazione fantasy ricca di vaste pianure, foreste lussureggianti, montagne imponenti, antichi templi, burroni desertici e persino isole sospese nel cielo, esplorabili liberamente sin dall'inizio del gioco.

Per eseguire certe azioni Link consuma il vigore, rappresentato da un'icona simile a questa

Link ha accesso a un'ampia gamma di abilità, di strumenti e di armi con cui combattere i nemici. Durante gli scontri è importante considerare il posizionamento tattico, l'esecuzione di attacchi mirati e la difesa per sconfiggere i nemici più forti.
Una parte importante del gameplay è risolvere enigmi e rompicapi all'interno di dungeon o strutture misteriose. Questi luoghi sono pieni di ostacoli, meccanismi intricati e trappole e richiedono l'uso di abilità e oggetti speciali per superarli. Grazie a un nuovo braccio che possiede varie abilità è possibile connettere oggetti, fondere le armi con gli oggetti per aumentarne l'efficacia o modificarne le caratteristiche, attraversare i soffitti, invertire i movimenti di alcuni oggetti e produrre nuove creazioni.
Inoltre, è possibile interagire con vari personaggi non giocanti lungo il percorso, che forniranno missioni secondarie, informazioni utili oppure oggetti e potenziamenti in cambio di aiuto.
Un altro elemento distintivo è la presenza di uno sviluppato sistema di scalata e parapendio che permette al giocatore di esplorare montagne, colline e altre superfici verticali. Tale meccanica offre una maggiore libertà di movimento e consente di raggiungere luoghi altrimenti inaccessibili. In aggiunta, una nuova meccanica di paracadutismo permette la rapida discesa da isole sospese nell'aria verso il terreno oppure discese nel sottosuolo.
È anche possibile raccogliere risorse per cucinare piatti o pozioni che hanno lo scopo di aumentare temporaneamente le prestazioni di Link.

## Sviluppo

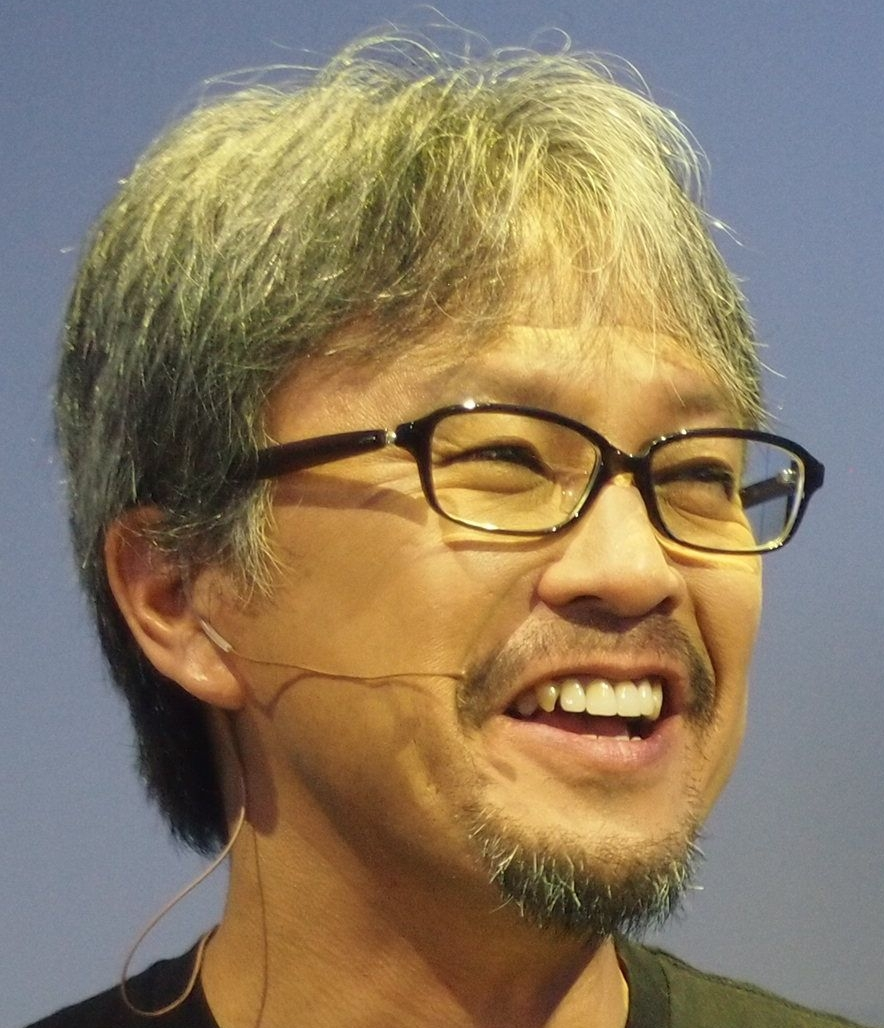
Eiji Aonuma, produttore del videogioco

Lo sviluppo cominciò subito dopo l'uscita di Breath of the Wild. All'E3 del 2019 il gioco venne annunciato come seguito della precedente avventura di Link e due anni dopo venne rilasciato un teaser contenente vari elementi di trama e qualche schermata di gioco, con la data d'uscita inizialmente fissata per il 2022. La pubblicazione fu successivamente rinviata al 2023. Nel settembre 2022, viene annunciato il titolo ufficiale del gioco (in precedenza noto solo come Breath of the Wild 2).
Nel Nintendo Direct del febbraio 2023 venne rilasciato un nuovo trailer doppiato in più lingue (incluso l'italiano), che rivelò una meccanica che permetteva lo spostamento attraverso i cieli nelle varie zone di gioco, in modo simile a quanto già visto in Skyward Sword.
Venne inoltre rivelato il contenuto della Collector's Edition, che comprendeva il gioco completo, un set di 4 spille, una custodia Steelbook, un box esclusivo, un artbook e un poster ICONART.
Gli sviluppatori hanno affermato che, per la creazione del gioco, si sono ispirati per lo più a titoli come Red Dead Redemption II.
Il 28 marzo 2023 venne rilasciato sul canale YouTube di Nintendo un video che mostrava il gameplay del gioco e alcune delle nuove meccaniche introdotte, come la possibilità di unire più oggetti per creare armi e mezzi unici. Inoltre, Eiji Aonuma, produttore del titolo videoludico, dichiarò che sarebbe stato possibile «cambiare il modo di gioco» grazie a «un gameplay nuovo».

Foto del modello OLED della console

Sempre a marzo venne annunciata per il mese successivo una particolare edizione di Nintendo Switch OLED a tema.

### Doppiaggio
Come nel capitolo precedente, i personaggi presenti del gioco si esprimono nel parlato, ad eccezione di Link. Durante i filmati si ha l'occasione di sentire i personaggi doppiati nella lingua selezionata, mentre durante il gameplay il parlato è rimpiazzato da versi ed espressioni vocali come avviene di consuetudine nella serie The Legend of Zelda.

#### Doppiatori
| Personaggio        | Doppiatore originale | Doppiatore Italiano  |
| ------------------ | -------------------- | -------------------- |
| Link               | Kengo Takanashi      | Originale            |
| Principessa Zelda  | Yū Shimamura         | Martina Felli        |
| Ganondorf          | Kōsuke Takaguchi     | Francesco Rizzi      |
| Raul               |                      | Alessandro Zurla     |
| Soniah             | Yūko Kaida           | Jolanda Granato      |
| Mineru             |                      | Beatrice Caggiula    |
| Impa               | Shōko Tsuda          | Elisabetta Cesone    |
| Pruna              | Ayano Shibuya        | Deborah Morese       |
| Josha              |                      | Giulia Maniglio      |
| Principe Sidon     | Kōsuke Ōnishi        | Paolo De Santis      |
| Yona               |                      | Chiara Leoncini      |
| Riju               | Arisa Sakuraba       | Tiziana Martello     |
| Yunobo             | Miyuki Kobori        | Alessandro Germano   |
| Tulin              | Natsuki Mori         | Simone Lupinacci     |
| Teba               | Takuya Masumoto      | Massimiliano Lotti   |
| Saggio del Vento   |                      | Massimo Di Benedetto |
| Saggio del Fuoco   |                      | Pietro Ubaldi        |
| Saggio dell'Acqua  |                      | Sabrina Bonfitto     |
| Saggio del Fulmine |                      | Tania De Domenico    |
| Grande Albero Deku | Hideaki Nonaka       | Marco Balbi          |

## Distribuzione
Il gioco è stato reso disponibile sia in versione fisica nei i negozi che in versione digitale tramite Nintendo eShop il 12 maggio 2023.
Il 5 giugno 2025, in concomitanza con l'uscita di Nintento Switch 2, è stata rilasciata una Switch 2 Edition del suddetto gioco, che ne migliora grafica e prestazioni. 

## Successo
A metà 2023 risultava il videogioco più venduto in Europa dell'anno fino a quel momento.

## Accoglienza
Il gioco è stato vivamente lodato dalla critica, che gli ha dato quasi sempre il massimo voto e punteggio nei vari aggregatori di recensioni, come Metacritic, dove in modo simile ad altri prodotti Nintendo (come Super Mario Galaxy) ha ricevuto un punteggio vicino alla perfezione. È inoltre il titolo con la valutazione più alta di sempre sul sito di recensioni Opencritic. È anche il primo gioco a raggiungere la massima valutazione sulla testata specializzata italiana Multiplayer, con un elogio, in particolare, rivolto al gameplay estremamente coinvolgente e all'enorme «mole di originalità» impiegata.
La testata italiana Everyeye l'ha definito «oltre ogni aspettativa» e ha definito la vastità di Hyrule nel gioco oltre quella del precedente gioco, dicendo che «se l'enormità di Breath of the Wild ha tolto il fiato, Tears of the Kingdom prosciuga i polmoni». Il Corriere della Sera l'ha definito stupendo «perché libero, senza regole». IGN ne ha elogiato il grande numero di dettagli e libertà d'azione.

### Riconoscimenti
| Anno | Premio                           | Categoria                   | Risultato       | Fonte         |
| ---- | -------------------------------- | --------------------------- | --------------- | ------------- |
| 2020 | The Game Awards 2020             | Gioco più atteso            | Candidato/a     | [ 29 ]        |
| 2021 | Golden Joystick Awards           | Gioco più ricercato         | Candidato/a     | [ 30 ]        |
| 2021 | The Game Awards 2021             | Gioco più atteso            | Candidato/a     | [ 31 ]        |
| 2022 | Golden Joystick Awards           | Gioco più ricercato         | Vincitore/trice | [ 32 ]        |
| 2022 | The Game Awards 2022             | Gioco più atteso            | Vincitore/trice | [ 33 ]        |
| 2022 | Famitsu Dengeki Game Awards 2022 | Gioco più atteso            | Vincitore/trice | [ 34 ] [ 35 ] |
| 2023 | Golden Joystick Awards           | Gioco Nintendo dell'anno    | Vincitore/trice |               |
| 2023 | The Game Awards 2023             | Gioco dell'anno             | Candidato/a     |               |
| 2023 | The Game Awards 2023             | Miglior action-adventure    | Vincitore/trice |               |
| 2023 | The Game Awards 2023             | Migliore regia              | Candidato/a     |               |
| 2023 | The Game Awards 2023             | Miglior direzione artistica | Candidato/a     |               |
| 2023 | The Game Awards 2023             | Miglior colonna sonora      | Candidato/a     |               |